# Elly Beinhorn
Elly Beinhorn (Hannover, Alemanya, 30 de maig de 1907 – Ottobrunn, Alemanya, 28 de novembre de 2007) fou una aviadora alemanya.

## Primers anys
El 1928 va assistir a una conferència del famós aviador Hermann Köhl, que acabava de completar una travessa històrica de l'Atlàntic Est-Oest, i es descriu com l'espurna que va encendre el seu interès per l'aviació.
Amb tot just 21 anys, i amb una petita herència (en contra de la voluntat dels seus pares) es va traslladar a Spandau, a Berlín, on va fer classes de vol, a l'aeroport de Berlín-Staaken, sota la tutela de l'instructor Otto Thomsen, que va acceptar d'instruir-la després d'haver rebut diverses negatives. Aviat va fer el seu primer vol en solitari amb un petit Klemm KL-20. Amb els diners esgotats, se li va suggerir que fes exhibicions acrobàtiques els caps de setmana. Ho va trobar econòmicament gratificant, però personalment insatisfactori.

## Vols de trajecte llarg

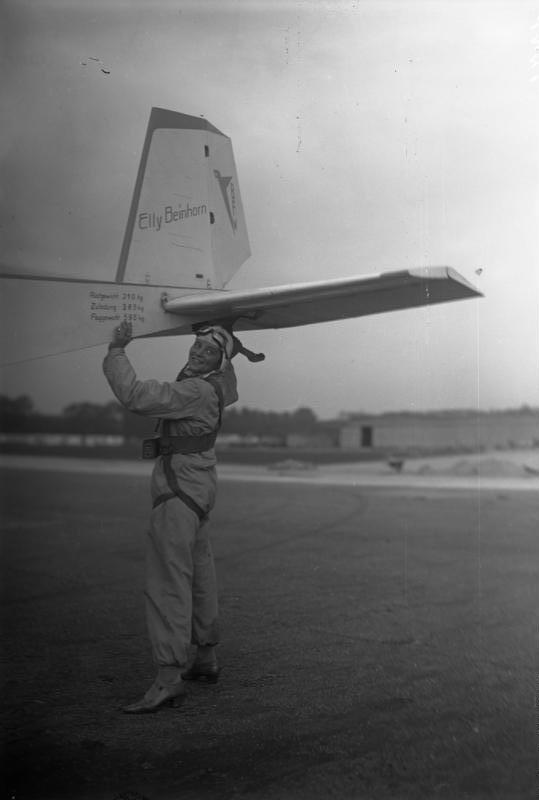
Elly Beinhorn 1933

Els vols de llarga distància eren la seva autèntica passió i el 1931 va aprofitar l'oportunitat per volar a la Guinea Portuguesa (actual Guinea-Bissau), a l'Àfrica occidental, en una expedició científica que havia de fer fotografies aèries. En el viatge de tornada, una fallada del motor va provocar un aterratge forçós al Sàhara, seguit d'una caminada de cinquanta quilòmetres fins a trobar l'ajuda dels membres de la tribu nòmada tuareg, Beinhorn es va unir a una caravana de camells a Timbuctú. Posteriorment, va tornar al lloc de l'accident per recuperar parts de l'avió. La notícia de la seva situació va arribar a les autoritats franceses, que van enviar un avió militar de dues places per recollir-la. L'abril de 1931, plenament recuperada, va tornar a Berlín per rebre una càlida acollida en una recepció multitudinària.
Poc després es va embarcar en el projecte de fer la volta al món en solitari. A finals de 1931 va sortir d'Àsia en direcció a Austràlia, va seguir fins a Panamà i Argentina, des d'on volà a Alemanya, abans de tornar al punt de partida. En ruta prop de Buixehr, Pèrsia, el seu monoplà Klemm va presentar problemes mecànics. Moye Stephens, un altre pilot, la va ajudar a arreglar el Klemm. Stephens i l'escriptor d'aventures de viatges Richard Halliburton estaven volant per tot el món en un biplà Stearman C-3B que van anomenar Flying Carpet. Els va acompanyar en part del seu vol, inclòs el viatge a l'Everest. Va volar a Bali i, finalment, a Austràlia. En el procés, es va convertir en la segona dona a volar en solitari d'Europa a Austràlia, després d'Amy Johnson. El pròleg del seu llibre Flying Girl (1935) va ser escrit pel seu company de viatge, Richard Halliburton.
Després d'haver aterrat a Darwin, Territori del Nord d'Austràlia, va continuar cap a Sydney, on arribà el març de 1932. El seu avió va ser desmantellat i enviat a Nova Zelanda, després a Panamà, on es va muntar altre cop. Allà va reprendre el seu vol, seguint la costa occidental d'Amèrica del Sud. Va ser obsequiada amb una medalla al Perú. Va seguir un viatge mal aconsellat pels Andes. L'avió va ser desmantellat una vegada més al Brasil i enviat a Alemanya. Beinhorn va arribar a Berlín el juny de 1932.
Ara famosa però amb un deute de 15.000 marcs o més, va quedar gratament sorpresa de rebre la Copa Hindenburg, 10.000 marcs i diversos altres premis monetaris de la indústria aeronàutica alemanya, que li van permetre continuar la seva carrera. Va continuar escrivint articles i venent fotografies dels seus viatges per recaptar fons.
Lliure de deutes, va marxar cap a l'Àfrica en un Heinkel He 71, volant per la costa est i després tornant per la costa oest. L'any següent, Beinhorn va enviar l'avió a Panamà, després va volar per Mèxic i Califòrnia abans de creuar els Estats Units cap a Washington DC i Miami. Ella i l'avió van tornar a Alemanya en vaixell i van arribar el gener de 1935.

## Últims anys
Després de la Segona Guerra Mundial va començar breument a planejar a causa de la prohibició dels vols motoritzats a Alemanya. Aviat es va traslladar a Suïssa per continuar pilotant avions.
El 1979, a l'edat de 72, va lliurar la llicència de pilot. En els seus anys darrers, Elly Beinhorn va viure a Ottobrunn, Baviera, a prop de Múnic, on va morir a l'edat de 100 anys.

## Matrimoni i fills

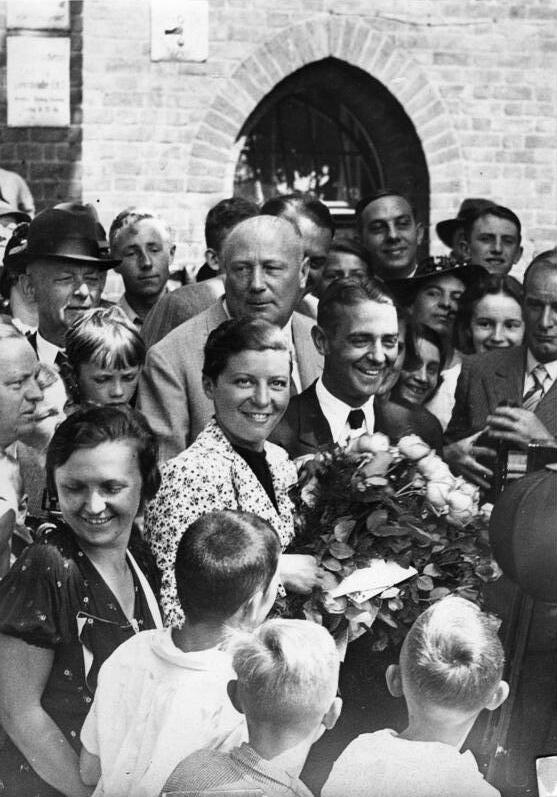
Elly Beinhorn i Bernd Rosemeyer al seu casament

El 29 de setembre de 1935, mentre es trobava al país fent una gira de conferències, Elly Beinhorn va assistir al Gran Premi de Txecoslovàquia, a Brno, per invitació de l'Auto Union. Va felicitar el guanyador, Bernd Rosemeyer, i es van casar el 13 de juliol de 1936. Una parella de celebritats –una aviadora aventurera i un pilot de carreres sense por– van ser el brindis de l'Alemanya nazi. Heinrich Himmler va demanar a un Bernd reticent que es fes membre de les SS.

Van tenir un fill, Bernd Jr., el novembre de 1937. Deu setmanes després del seu naixement, el seu pare va morir mentre intentava un rècord de velocitat amb el seu Auto Union Streamliner. Com a heroi nacional va ser plorat per gran part d'Alemanya. Elly Beinhorn va rebre el condol de nazis destacats, que van monopolitzar el comiat malgrat que ella havia demanat una cerimònia funerària senzilla i no política. Algunes versions suggereixen que Elly Beinhorn va marxar en protesta pel fet que els nazis s'havien fet seu un esdeveniment personal.

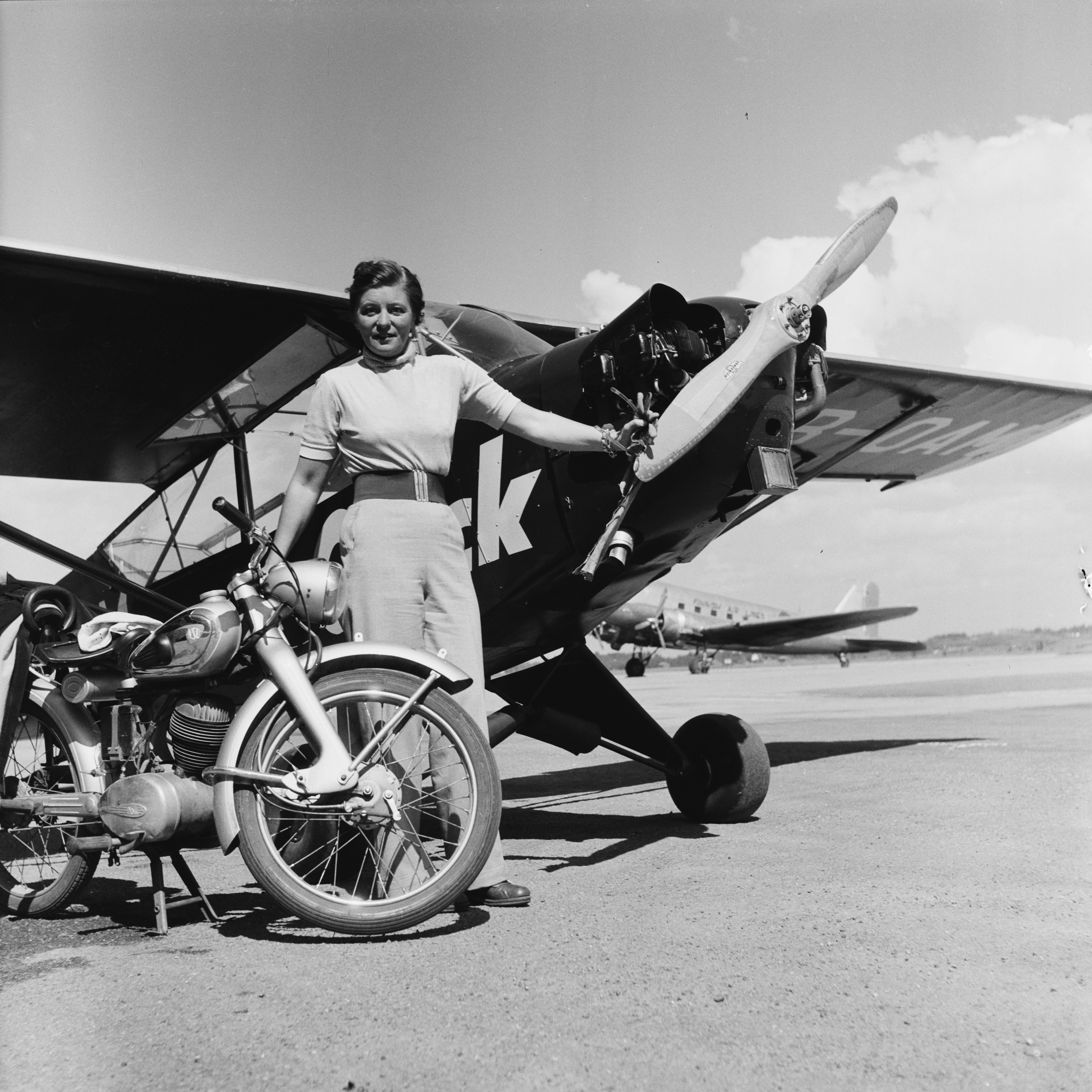
Als Jocs Olímpics d'estiu de 1952 a Hèlsinki. L'avió del fons és el Piper J-3C-65 Cub d'Elly Beinhorn amb la designació HB-OAM1952 Estiu Olympics.

El 1941 Elly Beinhorn es va casar amb el doctor Karl Wittman i van tenir una filla, Stephanie.

## Publicacions
- Beinhorn, Elly Alleinflug: Mein Leben. Herbig, 2007,
- Probst, Ernst Königinnen der Lüfte: Biographien berühmter Fliegerinnen wie Elly Beinhorn, Hanna Reitsch, Amelia Earhart, Jacqueline Auriol und Valentina Tereschkowa. Diplomica Verlag, 2014,
- Alt, John H. Don't Die in Bed: The Brief, Intense Life of Richard Halliburton. Atlanta: Quincunx Press, 2013. Capítols sobre Elly Beinhorn.
- Chris Nixon i Elly Beinhorn-Rosemeyer: "Rosemeyer!", Transport Bookman Publicacions 1989,
- Beinhorn, Elly, Flying Girl (Geoffrey Bles, Londres, 1935).
- Halliburton, Richard, The Flying Carpet (Bobbs-Merrill, Indianapolis i Nova York, 1932).
- Max, Gerry, Horitzó Chasers - The Adventures of Richard Halliburton and Paul Mooney (McFarland Publishers, Inc., Jefferson, Carolina del Nord, 2007).
- Schultz, Barbara H., Flying Carpets, Flying Wings - The Biography of Moye Stephens (PlaneMercantile, 2011).
- Frilling, Christoph: Die Pilotin und der Rennfahrer – Elly Beinhorn und Bernd Rosemeyer auf Gratwanderung im Nationalsozialismus. Verlag W. Dietrich, Reinhardtsgrimma 2009,   .
- Laurence Arthur Rickels: Into Africa. In: Nazi Psychoanalysis - Vol. 2. University of Minnesota Press, Minneapolis 2002,   , p. 82–87.
- Commire, Anne: Beinhorn, Elly (1907–). In: Women in World History: A Biographical Encyclopedia. Gale, 2000,   .
- Dimitrova-Moeck, Svoboda: Women travel abroad 1925-1932 : Maria Leitner, Erika Mann, Marieluise Fleisser, and Elly Beinhorn : women's travel writing from the Weimar Republic. Weidler, Berlín 2009, p. 209–243.